# Biret Armanaz
Biret Armanaz (tiếng Ả Rập: بيرة ارمناز) là một ngôi làng Syria nằm ở Armanaz Nahiyah ở huyện Harem, Idlib. Theo Cục Thống kê Trung ương Syria (CBS), Biret Armanaz có dân số 320 người trong cuộc điều tra dân số năm 2004.